# St. Elisabeth (Bockenheim)

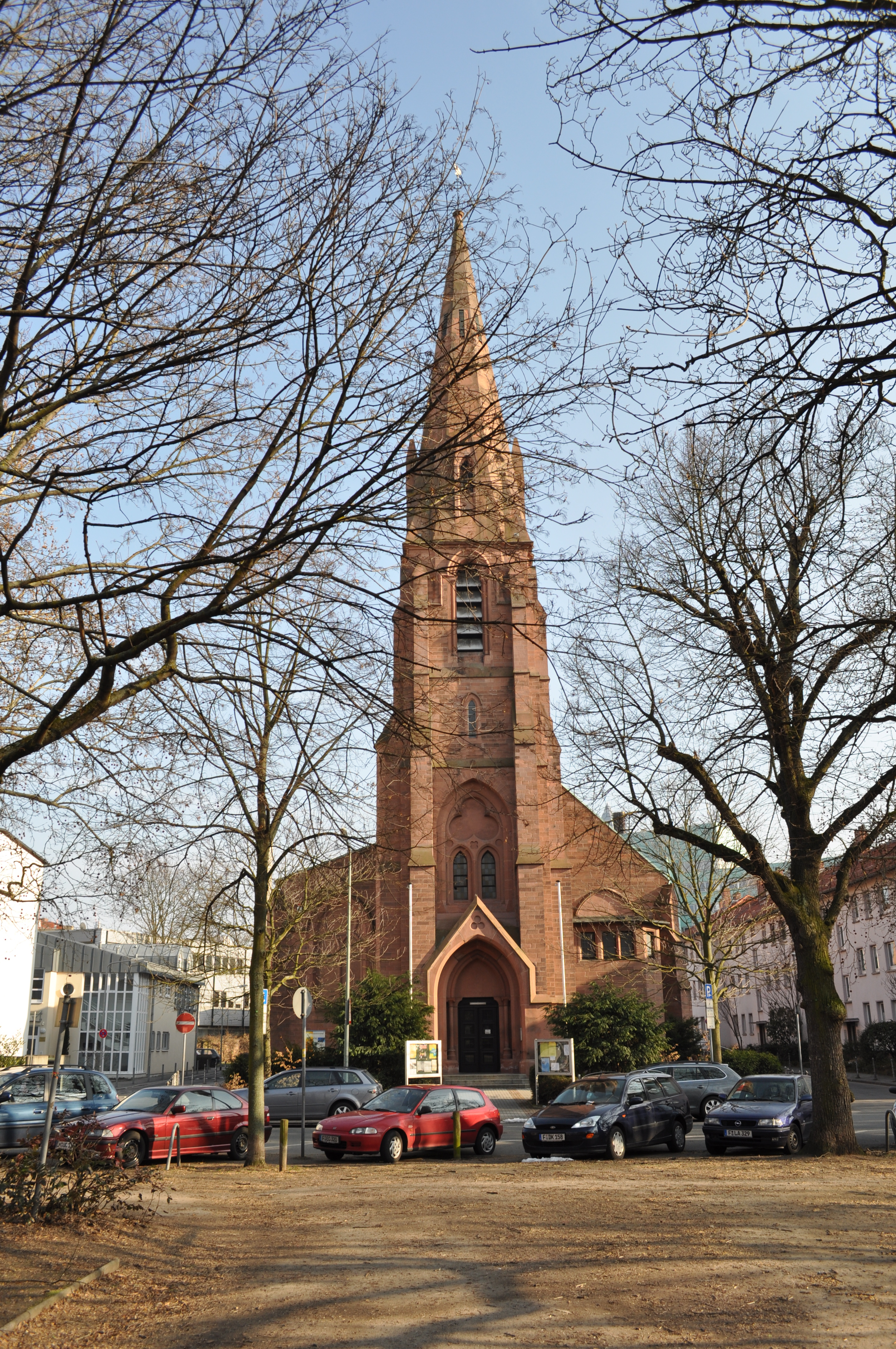
St.-Elisabeth-Kirche, Ansicht von Nordwesten

St. Elisabeth ist eine römisch-katholische Kirche im Frankfurter Stadtteil Bockenheim. Sie ist Teil des Bistums Limburg und gehört seit dem 1. Januar 2017 zur Pfarrei Sankt Marien. Sie ist der Heiligen Elisabeth von Thüringen gewidmet.

## Geschichte

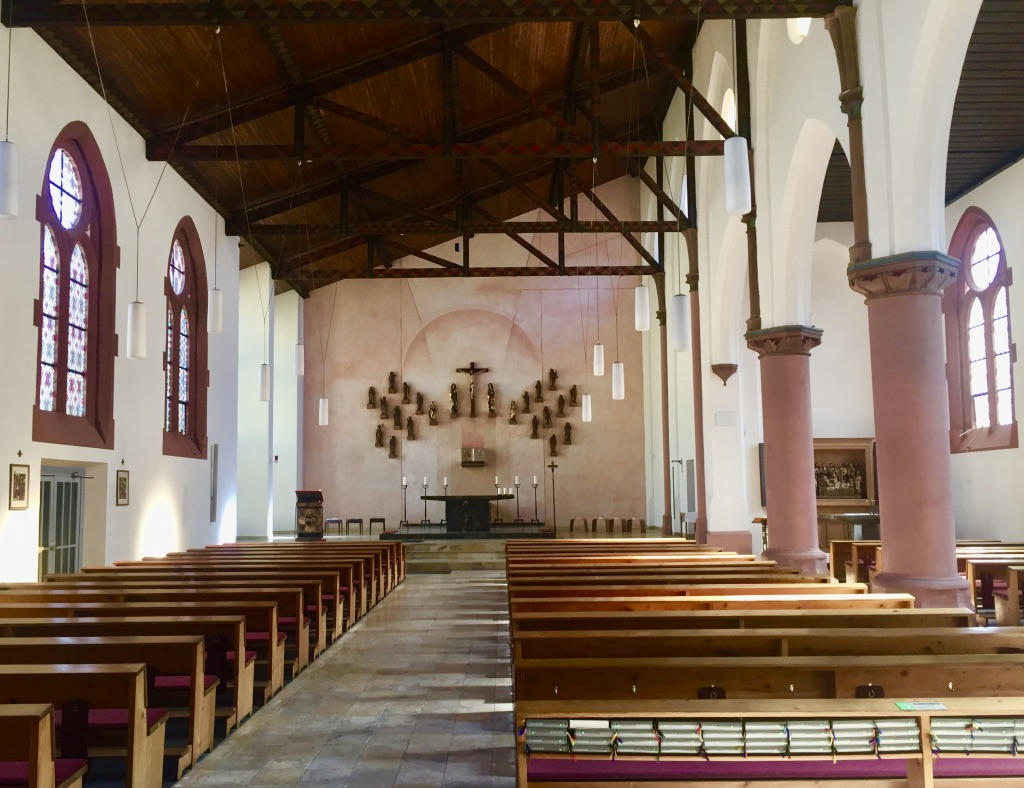
Innenraum Sankt Elisabeth nach der Umgestaltung 2014/2015

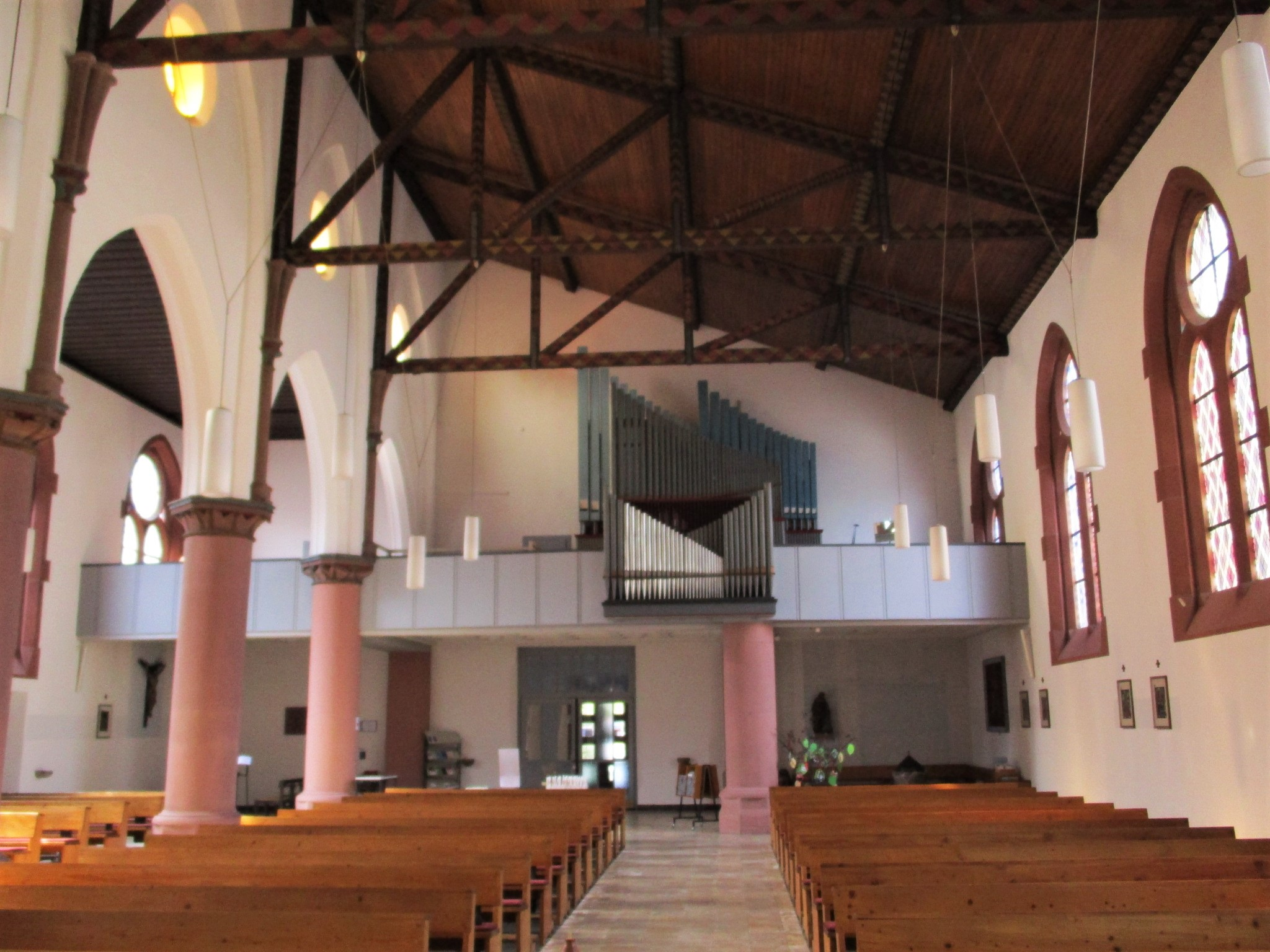
Blick Richtung Orgel und Haupteingang

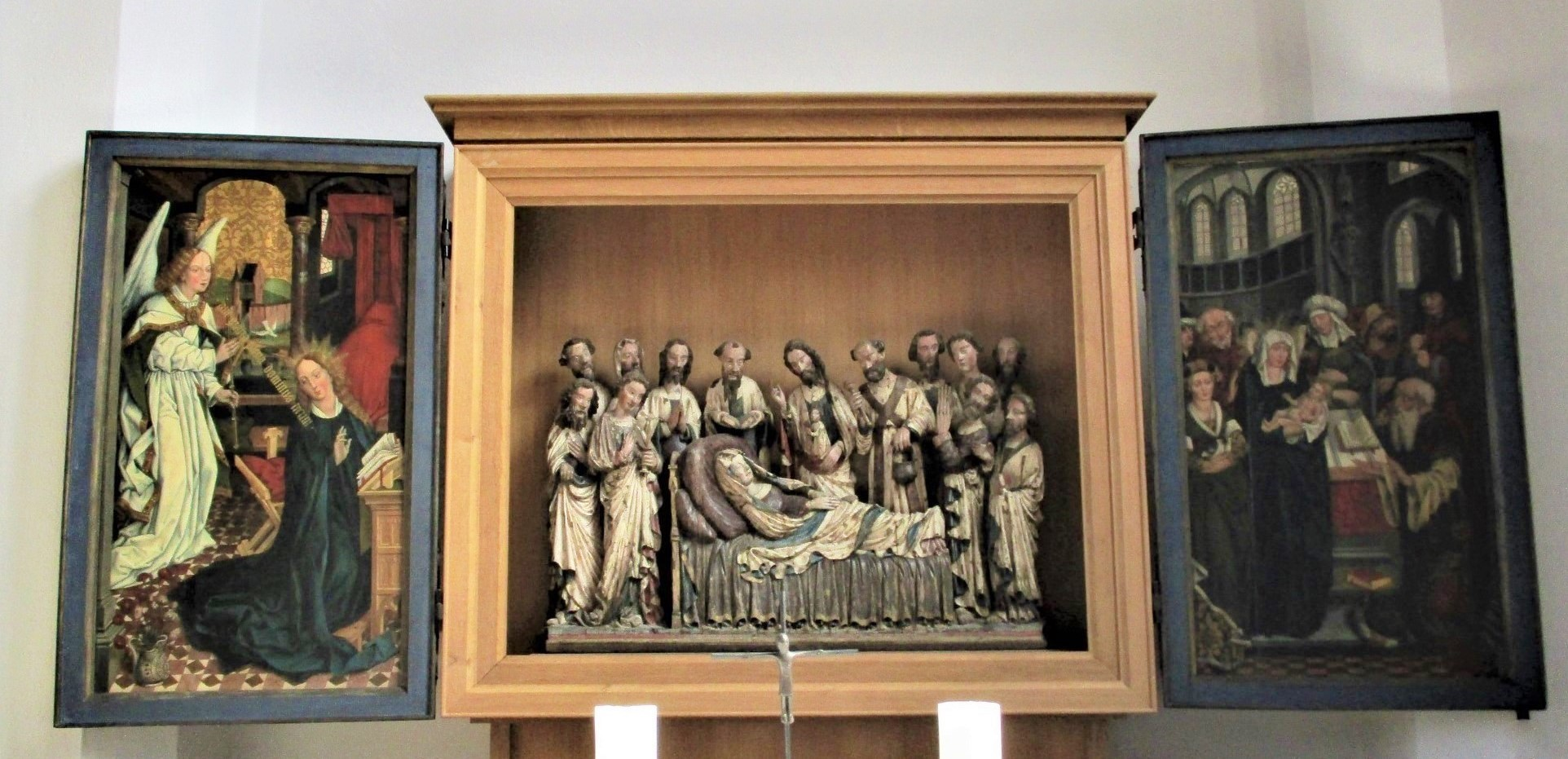
Maria-Schlaf-Altar (aufgeklappt)

Vor dem Bau der Kirche im 19. Jahrhundert hatten sich die Bockenheimer Katholiken mit vielen Notlösungen behelfen müssen, um ihren Gottesdienst feiern zu können. So wurde in kleinen, selbst eingerichteten Kapellen die heilige Messe gefeiert, wie etwa in der von Bernhard Brentano im damaligen Bockenheimer Schloss.
Mit der Ankunft des ersten katholischen Seelsorgers für Bockenheim, Fidelis Müller, wurde die erste eigene Pfarrkirche erbaut, nach den Entwürfen von Georg Gottlob Ungewitter. Am 16. August 1868 wurde der Grundstein für die neue Kirche an der Südostseite des heutigen Kurfürstenplatzes gelegt; die Einweihung erfolgte am 16. Dezember 1870 auf das Patronat der heiligen Elisabeth von Thüringen.
Die Kirche wurde im neugotischen Stil erbaut; der Innenraum war durch Säulenreihen in ein Haupt- und zwei Seitenschiffe geteilt. Aus der Sammlung des Frankfurter Stadtpfarrers Ernst Franz August Münzenberger wurde ein mittelalterlicher Hochaltar gestiftet, der als sächsischer Flügelaltar (um 1420) beschrieben wurde. Zwischen 1939 und 1944 erfuhr der Innenraum eine wegen der Kriegsereignisse nicht vollendete Umgestaltung nach den Plänen von Rudolf Schwarz unter Mitarbeit von Johannes Krahn mit u. a. einem neuen freistehenden Altartisch, neuem Taufstein, Kanzel und Tabernakel.
Am 22. März 1944 und am 12. September 1944 wurde die Kirche durch Luftangriffe britischer Flieger zerstört. Aus den Trümmern wurden die Figuren des zerstörten mittelalterlichen Hochaltars, der Tabernakel und das Altarkreuz geborgen. Nur der (ausgelagerte) Maria-Schlaf-Altar überstand alles unbeschadet. Der Wiederaufbau begann 1948 auf den Trümmern der zerstörten Kirche nach Plänen von Hermann Mäckler. Am 30. April 1950 wurde die Kirche wieder eingeweiht.
Zwischen 1978 und 1983 wurden Außenfassade und Turm saniert, in den Jahren 2014/2015 der Innenraum neu gestaltet, inklusive einer Generalüberholung der Orgel. Wegen statischer Probleme am Turmhelm der Kirche wurde 2022 zum Schutz vor herabfallenden Teilen ein Netz über diesen gespannt. Im April 2024 wurde die Kirche wegen Einsturzgefahr des Turmhelms geschlossen; die Gottesdienste finden seitdem im Gemeindehaus statt. Sanierungsmaßnahmen sind für 2025 geplant.
Seit Mai 2024 wird in der Pfarrei St. Marien über eine kirchliche Immobilienstrategien diskutiert und in diesem Rahmen die Aufgabe der Kirchenstandorte St. Elisabeth und St. Anna in Betracht gezogen. Begründet wird dies mit dem hohen finanziellen Erhaltungsaufwand und den sinkenden Einnahmen durch Kirchensteuern bei Rückgang der Zahl der Gemeindemitglieder.

## Ausstattung
Der heutige Innenraum besteht nur noch aus dem Hauptschiff, einer Säulenreihe und dem rechten Seitenschiff mit dem Maria-Schlaf-Altar. Zur linken Seite hin ist die Deckenkonstruktion mit Holzverkleidung abgeschrägt, die ursprünglichen Chorfenster wurden zugemauert. Die Orgel befindet sich auf der Empore über dem Haupteingangsbereich gegenüber vom Altarraum.
Das nach der kriegsbedingten Zerstörung der Kirche geborgene Altarkreuz ist heute in der Kreuzkapelle unter der Empore angebracht. Die der Kreuzkapelle gegenüberliegende Taufkapelle ist mit dem zwischen 1939 und 1944 gefertigten Taufstein aus Marmor, einer aus Apfelholz geschnitzten Figur der Heiligen Anna (um 1680) sowie einem Wandteppich von Ortrud Diepen-Spatz (1962) ausgestattet.
Im Altarraum wurden an der Wand hinter dem Altartisch aus Marmor die nach der Kriegszerstörung geborgenen (und ergänzten) Figuren des spätgotischen Hochaltars (Eichenholz, um 1500) angebracht. Den Ambo, den Osterleuchter und die Altarbodenleuchter schuf der Peitinger Bildhauer Ernst Wirtl im Jahr 1968. In der Mitte des Ambo ist das geopferte Lamm Gottes dargestellt, umgeben von den Symbolen der vier Evangelisten.
An den Wänden des Langhauses befinden sich Bilder mit Motiven des Kreuzwegs, die nach bereits 1934/1935 geschaffenen Holzschnitten des Münchner Malers Peter Gitzinger im Jahr 1962 als Drucke gefertigt wurden.

### Maria-Schlaf-Altar
Der etwa um 1380 datierte Maria-Schlaf-Altar im Seitenschiff der Kirche war ein Geschenk von Stadtpfarrer Ernst Franz August Münzenberger. Es handelt sich um eine kunstvoll geschnitzte spätgotische Figurengruppe mit Resten der Originalfassung aus Eichenholz. Die zwölf Apostel umstehen die sterbende Maria. Christus birgt die Seele der Verstorbenen (kleine Figur) in seinen Händen und trägt sie in den Himmel. Der Altar wurde um zwei neugotische Altarflügel mit Malereien (Öl/Tempera) aus dem 19. Jahrhundert ergänzt. Die geöffneten Flügel des Altars zeigen auf der linken Seite Mariä Verkündigung und auf der rechten Seite die Darstellung Jesu im Tempel. Dabei handelt es sich um Kopien nach Friedrich Herlins Hochaltarretabel von St. Jakob in Rothenburg ob der Tauber. Auf den geschlossenen Flügeln ist zweiseitig der Tod Mariens dargestellt.

## Orgel
Die mit 22 klingenden Registern auf zwei Manualen und Pedal ausgestattete Orgel von E. F. Walcker & Cie. stammt aus dem Jahr 1954 (Opus 3245) und wurde 2014 von Orgelbau Hardt generalüberholt.
| I Rückpositiv C– |               |       |
| 1.               | Holzgedackt   | 8′    |
| 2.               | Gemshorn      | 8′    |
| 3.               | Principal     | 4′    |
| 4.               | Nachthorn     | 4′    |
| 5.               | Spitzflöte    | 2′    |
| 6.               | Quintessenz   | 1 ⁄3′ |
| 7.               | Cymbel III–IV |       |
| 8.               | Krummhorn     | 8′    |
|                  | Tremulant     |       |

| II Hauptwerk C– |                |       |
| 9.              | Principal      | 8′    |
| 10.             | Hohlflöte      | 8′    |
| 11.             | Oktave         | 4′    |
| 12.             | Kleingedackt   | 4′    |
| 13.             | Principal      | 2′    |
| 14.             | Sesquialter II |       |
| 15.             | Mixtur IV–VI   | 1 ⁄3′ |
| 16.             | Trompete       | 8′    |

| Pedal C– |                |     |
| 17.      | Subbass        | 16′ |
| 18.      | Principalbass  | 8′  |
| 19.      | Rohrpommer     | 8′  |
| 20.      | Choralbass     | 4′  |
| 21.      | Rauschpfeife   | 2f. |
| 22.      | Liebl. Posaune | 16′ |

- Koppeln: I/II, I/P, II/P
- Spielhilfen: 3 freie Kombinationen, Tuttiknopf, 1 Pedalkombination und Einzelzungenabsteller, Generalzungenabsteller

## Solaranlage
Auf dem südlichen Dach über dem Seitenschiff befindet sich seit 2002 eine Solaranlage. Die Paneele mit Solarzellen sind auf Edelstahlgestelle montiert, die mit Klammern an die Blechfalze des Kupferdaches geschraubt sind. Zusätzlich sind diese an die hintere Wand gedübelt. Im April 2003 wurde eine Anzeigetafel vor der Kirche montiert, die die aktuelle Energieerzeugung, die Sonneneinstrahlung und die Gesamt-Energieproduktion der Anlage anzeigt.